# 阿拉瓦利县
阿拉瓦利（Aravalli district）为印度古吉拉特邦县份之一，2013年8月15日自萨伯尔甘塔县析置，因阿拉瓦利嶺得名。阿拉瓦利县现有676个自然村和306村务委员会（潘查亚特），人口有102万（2013年），行政中心为莫达萨。

## 历史
阿拉瓦利县是古吉拉特邦2013年新设的7个县份之一，2013年自萨巴坎塔划出莫达萨、马尔布尔、滕苏拉（Dhansura）、梅格拉杰、皮洛达（Bhiloda）和巴亚德（Bayad）6个乡设置。其中马尔布尔、梅格拉杰和皮洛达三乡人员构成以部落为基础。